# Guatteria pleiocarpa
Guatteria pleiocarpa Diels – gatunek rośliny z rodziny flaszowcowatych (Annonaceae Juss.). Występuje naturalnie w Peru. 

## Morfologia
PokrójZimozielone drzewo dorastające do 5 m wysokości. Gałęzie są owłosione.
LiścieMają podłużnie eliptyczny kształt. Mierzą 14–16 cm długości oraz 5–6 szerokości. Nasada liścia jest ostrokątna. Liść na brzegu jest całobrzegi. Wierzchołek jest spiczasty. Ogonek liściowy jest owłosiony i dorasta do 5–8 mm długości.
KwiatySą pojedyncze lub zebrane w parach. Rozwijają się w kątach pędów. Działki kielicha mają owalny kształt i dorastają do 7–8 mm długości. Płatki mają podłużnie owalny kształt. Osiągają do 10–14 mm długości.
OwocePojedyncze. Mają elipsoidalny kształt. Osiągają 7–8 mm długości.